# Азійська валютна одиниця

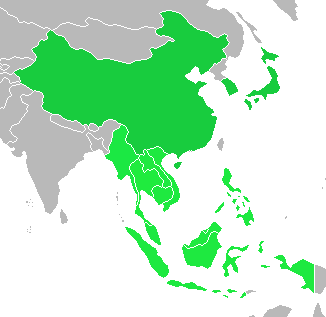
Члени ASEAN 10+3

Азійська валютна одиниця (англ. Asian monetary unit, AMU) — валютний кошик, введений в 2006 Research Institute of Economy, Trade and Industry (RIETI) аналогічно європейській валютній одиниці (ЕКЮ). AMU має відображати котирування акцій грошових одиниць 13 країн регіону, і, можливо, перетвориться згодом на азійський аналог євро.
Держави, які погодилися використовувати в обігу AMU :
- Китайська Народна Республіка
- Королівство Камбоджа
- Королівство Таїланд
- Лаоська Народно-Демократична Республіка
- Республіка Індонезія
- Республіка Корея
- Республіка Сінгапур
- Республіка Філіппіни
- Соціалістична Республіка В'єтнам
- Союз М'янма
- Султанат Бруней-Даруссалам
- Федерація Малайзія
- Японія
- Австралія
- Нова Зеландія
- Індія

Азійський банк розвитку (АБР), засновниками якого, крім країн АСЕАН, є КНР, Японія та Південна Корея, став двигуном створення спільного ринку Південно-Східної Азії за прикладом спільного ринку Європи. Для реалізації цієї ідеї було створено Азійську клірингову спілку (АКС). Два роки тому АБР запровадив для нього клірингову розрахункову одиницю Asian Currency Unit — AKU, з перспективою створити повноцінну регіональну валюту — азіо за принципом євро. Багато аналітиків порівнюють AKU з європейською кліринговою розрахунковою одиницею European Currency Unit - EKU, яка існувала в Європейському економічному союзі до введення євро в 1999. Але поки що вона швидше схожа на переказний рубль РЕВ радянських часів.
AKU формується за принципом кошика валют країн-учасниць плюс американський долар та євро, та пропорційно відображає валовий національний продукт та обсяги зовнішньої торгівлі країн-учасниць АКС. Курс усіх національних азійських валют стосовно єдиної валюти щодня публікується АБР. У деяких країнах АСЕАН навіть ведуться обговорення про можливе введення AKU як національну валюту, не чекаючи на введення азіо.